# Erioptera coolbyngga
Erioptera coolbyngga là một loài ruồi trong họ Limoniidae. Chúng phân bố ở miền Australasia.